# Tsinjoarivo (Ambatolampy)
Tsinjoarivo est une commune urbaine malgache, située dans la partie sud-est de la région de Vakinankaratra.